# Metliška črnina
Metliška črnina je suho rdeče vino z geografskim poreklom iz Bele krajine. Vino je sestavljeno iz vseh rdečih sort, ki rastejo na tem območju (frankinja, žametna črnina, portugalka, šentlovrenka, gamay, modri pinot oz. zweigelt). Na osnovi 7. člena Zakona o vinu je metliška črnina pridobila tudi oznako PTP - priznano tradicionalno poimenovanje.
Metliška črnina spada med srednje težka slovenska rdeča vina, kar jo uvršča visoko med potrošniki. Odlikujeta jo nižja alkoholna stopnja (med 9,5 in 11,4 %) in prijetna trpkost, izražena v prijetni grenčici. Vino vsebuje precej vinske kisline, ki da vinu težino in obstojnost.
Metliško črnino postrežemo temperirano med 13 in 15 °C. Zaradi svoje značilne suhosti najbolj prija k pečenemu mesu, mesu na žaru, jedem iz divjačine ter suhomesnatim proizvodom. Izjemno se prilega tudi k jedem iz gob in pikantnim sirom.

## Narava
Belo krajino z severa in vzdolž zahoda proti jugu obdajajo kočevski gozdovi in na severu vzhodu pa Gorjanci, ki ščitijo Belo krajino pred mrzlimi severnimi vetrovi. Na jugu je nižinski del kjer Belo krajino omejuje Kolpa. Z juga pritekajo topli vetrovi, ki včasih prinesejo tudi kako sapico po Jadranskem morju. 
Tla, ki so značilna za to pokrajino so pred vsem apnenčasta in dolomitna. Na vinorodnem območju Drašičev in Radovice pa so značilni fliš s peščenjakom in lapor.

## Med prvimi
Metliška črnina je zelo pomembna za Belo krajino. Že sam Janez Trdina je rekel : »Največjo važnost in čast v Beli krajini si je pridobila vinska trta, kajti tukajšnji svet leži tako lepo proti soncu, apnena zemlja služi tako krasno trsju in grozdju, da sodi brez ugovora med najprve vinske v celi Avstro-Ogrski«.
To vino je pila ljubljanska gospoda že v času Prešerna. Tudi zapis Janeza Trdine pove, kdo je to vino pil: »Po semiško vino hodijo Kočevarji in Ribničani, metliško ima kupcev na izbiro zlasti iz Gorenjskega; pa tudi dolenjski gostilničarji bi se sramovali, ako ne bi mogli ponuditi bolj odličnim gostom metliške kapljice«.

## Navratil
Črna vina, ki so bila izdelana v Beli krajini v času Nvratila in Janeza Trdine, so kar poimenovali Metliška črnina. Ko je trtna uš pustošila po Evropi je Metličan Anton Navratil, sicer deželni poslanec, nabavil cepiče najboljših francoskih, laških, ogrskih, jugoslovanskih in primorskih sort ter jih cepil na ameriško podlago. V Trdinovih zapiskih iz leta 1870 do 1879 beremo: »V metliški gorici je letos cepil A. Navratil trte na francoski način in vse so se prijele«. To je lep dokaz o naprednem vinogradništvu Bele krajine v drugi polovici 19. stoletja.
Po katastrofi, ki jo je povzročila trna uš, so začeli ustanavljati trsnice in pridelovati cepljenke na ameriški podlagi, odporni proti uši. Leta 1893 so začeli s trsnicami v Drašičih pri Metliki in v Črnomlju.

## Sestava Metliške črnine
Glavna sestava sta žametka in modra frankinja z manjšim deležem potrgalke ali drugih sort. Barva vina je privlačna škrlatno rdeča z vijolčnimi odtenki. Vtis v ustih je blago sladek in malo trpkast.

## Ugled
Leta 2009 je bil ustanovljen konzorcij Metliške črnine, ki skrbi za prepoznavanje in ohranjanje ugleda belokranjskih vin. Metliška črnina je temelj belokranjskega vinogradništva.
Tradicionalno so se pridelovalci zgledovali po romanski praksi, kar pomeni da so rdeča vina predelovali iz različni sort in jih med sabo različno mešali in s tem razvili optimalno sorto vina. Tako se je ohranilo značaj vina in manjša nihanja med letniki.